# Kirby Stone Four
The Kirby Stone Four was een Amerikaans zangensemble, dat populair was tijdens de jaren 1950 en begin jaren 1960.

## Bezetting
- Eddie Hall[3]
- Kirby Stone[4]
- Larry Foster[5]
- Mike Gardner[6]

## Geschiedenis
De zanger Kirby Stone (geboren 27 april 1918 in New York, † 13 juli 1981) richtte de groep op tijdens de jaren na de Tweede Wereldoorlog met Eddie Hall, Mike Gardner en Larry Forster en begon met hen op te treden in de omgeving van New York. Ze verschenen voor het eerst op lokale televisiekanalen, uiteindelijk bij The Ed Sullivan Show en kregen aanvankelijk een platencontract bij het kleine label Cadence Records, waar hun single S S S S Wonderful/Raven en een eerste lp verschenen. In 1958 stapten ze over naar Columbia Records. Meerdere lp's volgden. Hun versie van het nummer Baubles, Bangles and Beads werd in 1958 een hit in de Verenigde Staten en bereikte #25 in de Billboard Hot 100. De song werd ook genomineerd voor de Grammy Awards. Na het succes van de single bereikte het album #13 in de Billboard 200. Het bevatte voornamelijk showstukken, pop- en jazzstandards zoals In the Good Old Summertime, Bidin 'My Time van George Gershwin en Whispering van Vincent Rose.
De orkesten van Jimmy Carroll, het Kai Winding Quartet, Alvino Rey, Shelly Manne en Al Klink speelden een rol bij de opname van de Kirby Stone Four. In hun ensemblestijl mixten ze swing, vocalese en vroege rock-'n-roll, die vervolgens werden verhandeld als The Go Sound. Tot halverwege de jaren 1960 verschenen ze ook op televisieshows zoals de Judy Garland Show. Daarna raakte hun stijl uit de mode. In 1966 namen ze een rock-'n-roll-album op met The Tokens onder de groepsnaam United States Double Quartet. Gedurende deze tijd regisseerde Stone verschillende tv-shows. Sommige van de opnamen zijn door Collectables Records opnieuw op cd uitgebracht.

## Discografie
- 1958: Man, I Flipped When I Heard the Kirby Stone Four (Cadence Records)
- 1958: Baubles, Bangles and Beads (Columbia Records)
- ????: The Go Sound
- ????: The Kirby Stone Touch